# La Forge de Vulcain (Yoko Tsuno)
Pour les articles homonymes, voir La Forge de Vulcain.
Ne doit pas être confondu avec Les Marteaux de Vulcain.
La Forge de Vulcain est la huitième histoire de la série Yoko Tsuno de Roger Leloup. Elle est publiée pour la première fois du no 1819 au no 1840 du journal Spirou, puis en album en 1973. Cette histoire est intégrée au troisième album de la série.
Cette bande dessinée a valu à son auteur le Grand Prix Saint-Michel 1974.

## Résumé
Au cours d'un forage en mer, des employés d'une plate-forme pétrolière découvrent une roche étrange, magnétique et lumineuse. Pour Yoko, Vic et Pol, aucun doute n'est possible : il s'agit de la même matière que celle que leur a jadis donnée Khâny afin de garder le contact avec eux. Ils partent pour cette plate-forme afin d'essayer de revoir leurs amis vinéens.
Ceux-ci ont décidé de vivre à la surface de la Terre. Dans ce but, ils ont prélevé de la lave de la Montagne Pelée pour créer une île volcanique artificielle dans la Mer des Caraïbes. Cependant, la plate-forme de forage ayant détruit un des tubes convoyeurs de lave, Yoko est chargée de mener un commando afin de fermer la vanne contrôlée par Karpan, qui souhaite que la lave répandue crée un cataclysme qui impressionnerait les Terriens et lui permettrait de s'approprier les îles environnantes.

## Personnages
| Trio                                  | Alliés Vinéens                         | Adversaires Vinéens |
| ------------------------------------- | -------------------------------------- | ------------------- |
| - Yoko Tsuno - Vic Vidéo - Pol Pitron | - Khâny - Poky - Vynka - Lhâna - Sylka | - Karpan - Wéghà    |

## Lieux
- Domiciles du trio
- La Martinique :

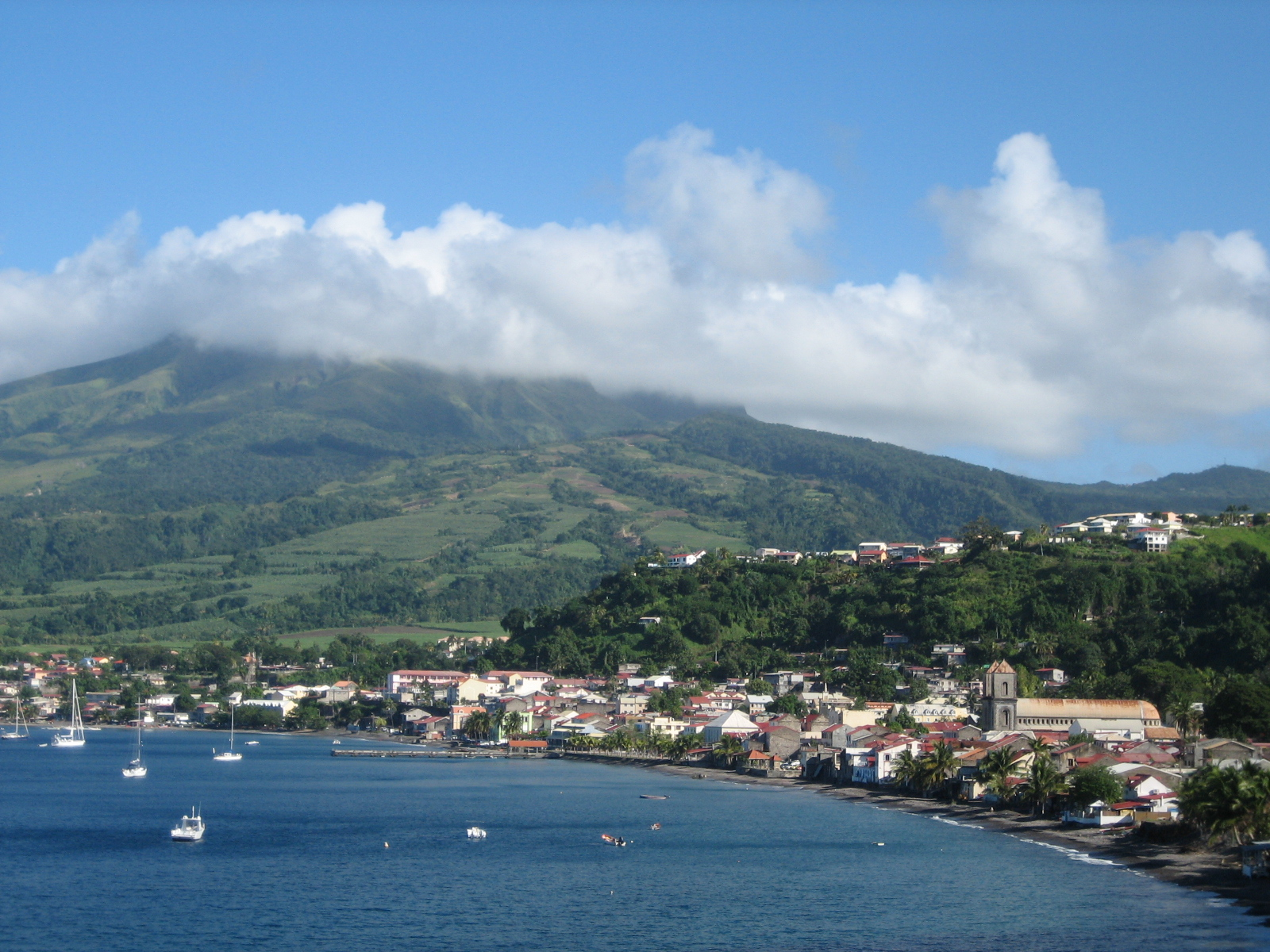
Saint-Pierre (Martinique) et la Montagne Pelée.

  - Aéroport Fort-de-France–Le Lamentin
  - Saint-Pierre de la Martinique
  - Plate-forme pétrolière Triton III de Shell
  - Le fond de la mer des Caraïbes

## Autour de l'album

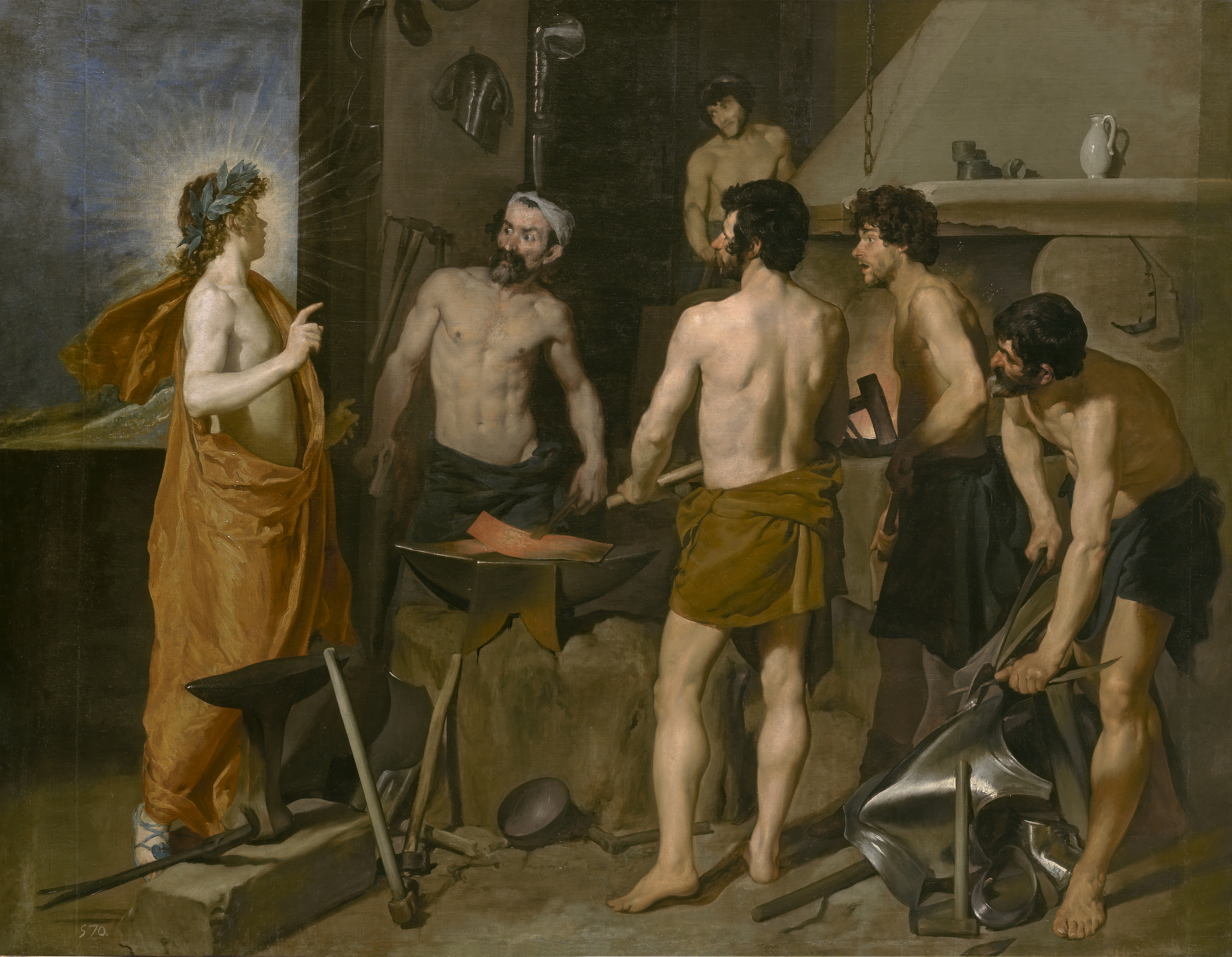
Diego Vélasquez, La Forge de Vulcain (1630).

Le Grand Prix Saint-Michel 1974 a été attribué ex æquo à Roger Leloup pour cet album.
Vulcain est un dieu de la mythologie romaine antique. Il a pour parents Junon et Jupiter et est la divinité du feu et de la forge.
L'album porte le même titre qu'un tableau du peintre espagnol Diego Vélasquez.

## Historique
Dans cet Album, Khâny parle d'une expérience thermonucléaire souterraine il y a près d'un an. Yoko répond que c'est les Américains dans une îles de l'Alaska. Vue la date de l'album, cela correspond au dernier tir le 6 novembre 1971 à Amchitka.

## Publication

### Revues
Il a été prépublié dans le Spirou numéros 1819 à 1840 du 22 février au 19 juillet 1973.

### Album
Cette histoire est publiée en album pour la première fois en 1973 chez Dupuis et connaitra diverses rééditions par la suite. En 2006, elle est intégrée au premier volume de l'Intégrale Yoko Tsuno, De la Terre à Vinéa,.